# أليس في أوركستراليا
أليس في أوركستراليا صدرت عام 1925، من إبداع الملحن والمنتج الإذاعي الأمريكي إرنست لا براد، لتحكي مغامرة موسيقية آسرة. تبدأ القصة حين تحضر فتاة صغيرة تُدعى أليس حفلًا سيمفونيًا، فتقودها المصادفة إلى بوابة سحرية مخبأة داخل جرس آلة التوبا. ومن هناك، تجد نفسها في قلب عالم الأوركسترا، حيث ترافقها عازفة الفيول باس في جولة بين آلات موسيقية نابضة بالحياة، تتحرك وتتحدث كأنها شخصيات من عالم الحلم.
عام 1929، قدّم لا براد جزءًا ثانيًا بعنوان نوتات مسيرة، ثم أُعيد نشر القصة عام 1934 في طبعة منقحة تحمل الاسم نفسه. وفي عام 1952، وصلت الحكاية إلى القراء في بريطانيا تحت عنوان أليس في عالم الموسيقى، محتفظةً بسحرها الذي شد أجيالًا متعاقبة.
لم تبقَ القصة حبيسة الورق، بل وجدت طريقها إلى الأثير في ثلاثينيات القرن العشرين، عبر برنامج إذاعي أُذيع مساء كل جمعة، ناشرًا عبير الموسيقى في البيوت والقلوب. كما تحولت لاحقًا إلى عمل درامي مسموع على ثلاث أسطوانات كلاسيكية، أنتجتها شركة مختصة بنشر المعرفة والموسيقى في نيويورك.
الموسيقى كانت من توقيع المؤلف نفسه، وقدمتها فرقة موسيقية راقية، بينما تميز الأداء الصوتي بمشاركة نخبة من الممثلين؛ أبرزهم الراوي بصوته العذب، والطفلة أليس ببراءتها الساحرة، إلى جانب عازف الفيول باس، وشخصية الأم التي أدّتها ممثلة بصوت دافئ حنون.
أشرفت على العمل فنانة أوبرا مرموقة من أبرز نجوم الغناء الكلاسيكي في تلك الحقبة. أما تاريخ إصدار النسخة الصوتية، فلم يذكر بدقة، لكنه يُرجح أن يكون في أواخر الثلاثينيات أو أوائل الأربعينيات من القرن الماضي.

## أنظر أيضا
مغامرات أليس في بلاد العجائب، رواية من تأليف لويس كارول عام 1865